# Kirche Unserer Lieben Frau von Tschenstochau (Lubin)

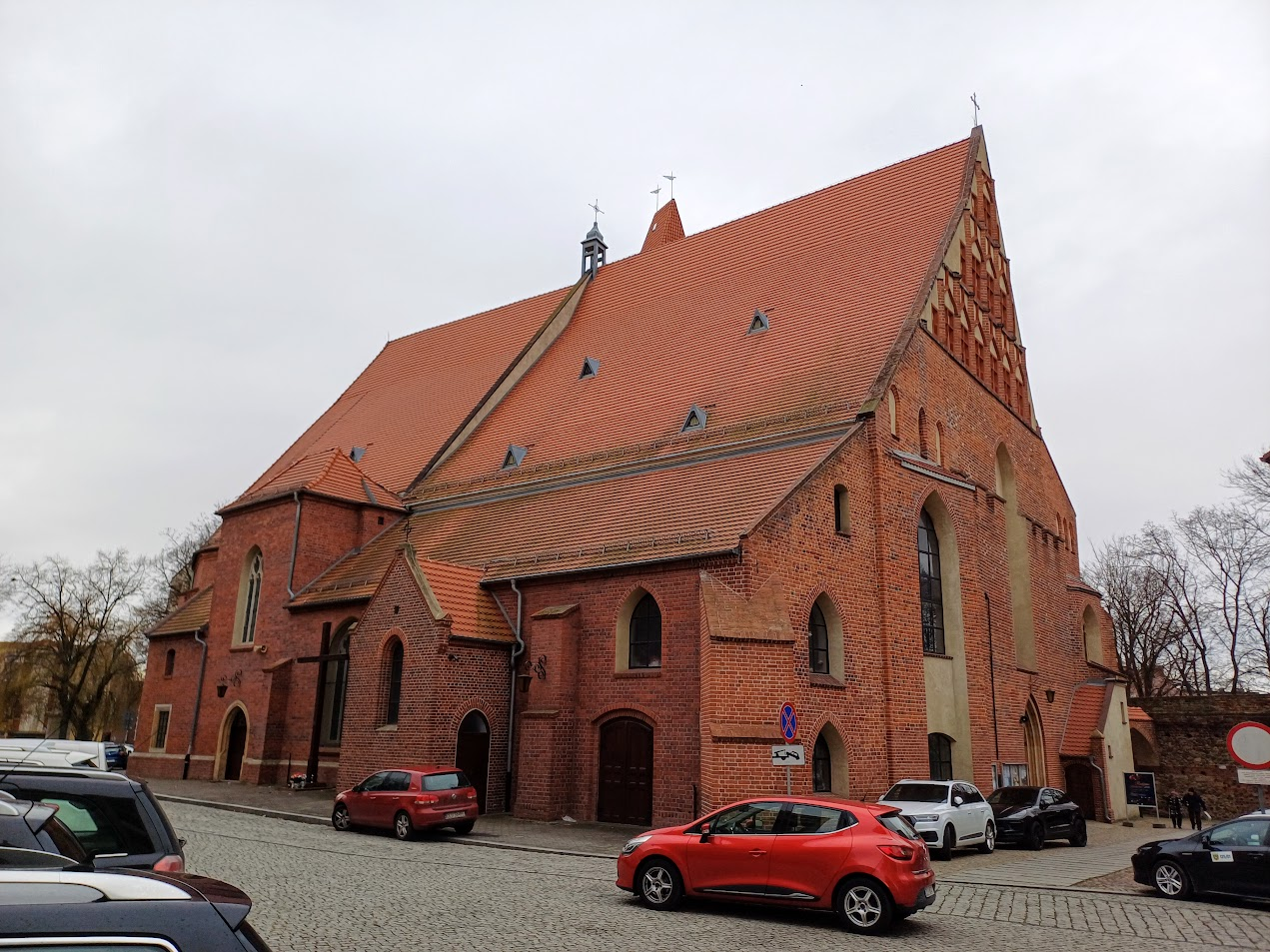
Kirche Unserer Lieben Frau von Tschenstochau in Lubin

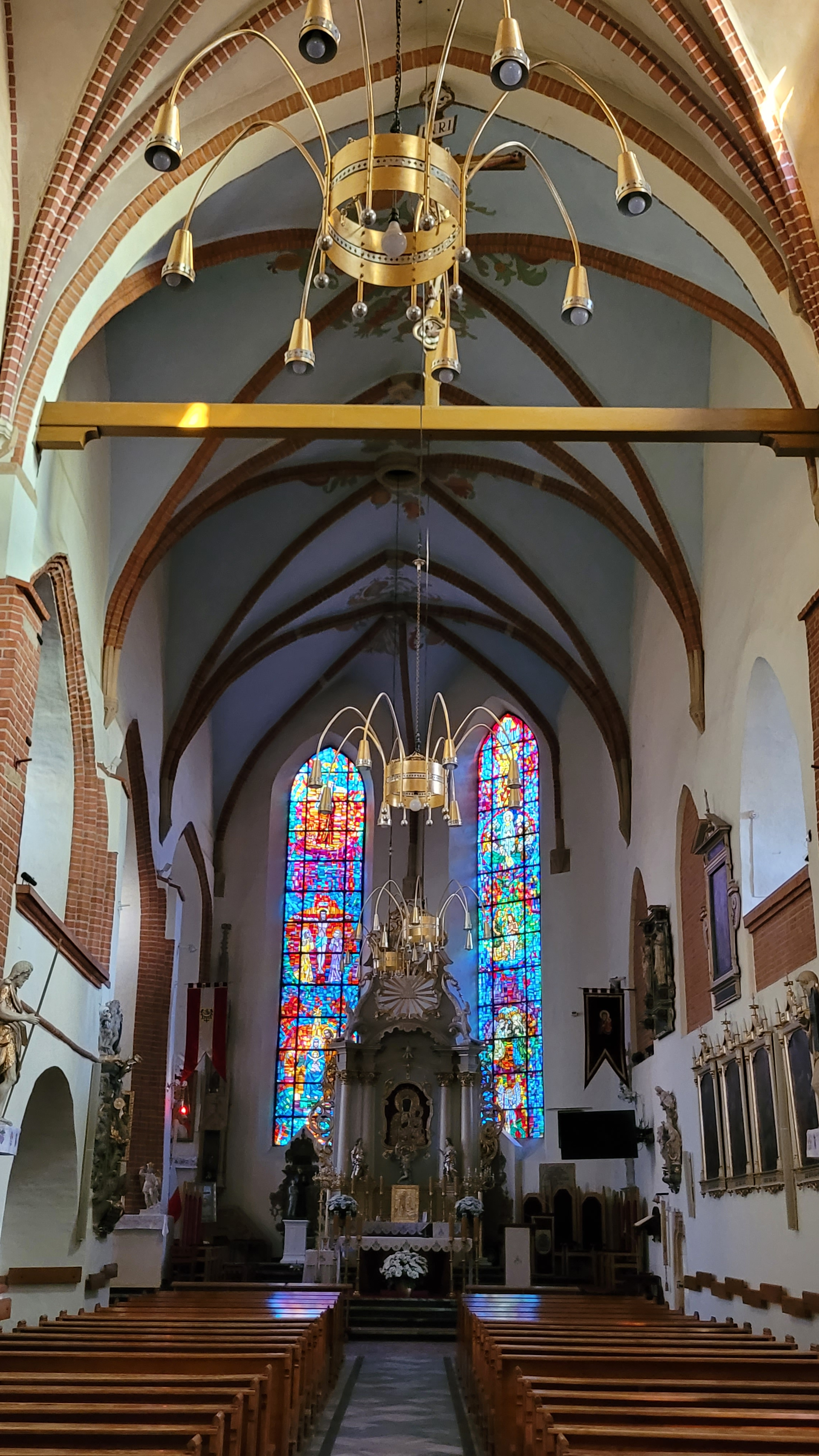
Innenansicht

Die römisch-katholische Kirche Unserer Lieben Frau von Tschenstochau (polnisch kościół Matki Bożej Częstochowskiej) in Lubin (deutsch: Lüben) in der Woiwodschaft Niederschlesien in Polen war bis 1945 die evangelische Stadtpfarrkirche St. Maria von Lüben. Die Kirche gehörte zum Kirchenkreis Lüben der Kirchenprovinz Schlesien. Seit dem Übergang Schlesiens an Polen 1945 gehörte sie zum Erzbistum Breslau. 1992 wurde sie dem neu geschaffenen Bistum Legnica eingegliedert.

## Bauwerk
Die Kirche wurde im 14. Jahrhundert als Saalbau mit eingezogenem Rechteckchor errichtet. Dieser einfache Ursprungsbau wurde im Laufe des 15. und zu Beginn des 16. Jahrhunderts in mehreren Schritten erweitert und vergrößert. Der Bau kombiniert heute verschiedenste Bautypen: nach Süden handelt es sich um eine Basilika, nach Norden um eine Stufenhalle. Das hohe nördliche Seitenschiff wird seitlich des Chores noch weitergeführt, und es entstand dort ein halber Pseudo-Umgangschor. Schließlich wurde an der Nordseite eine Kapellenreihe angebaut, die dem Straßenverlauf folgend eine schräge Außenmauer aufweist. Eine weitere Besonderheit ist die Nutzung des südlich der Kirche stehenden Wehrturms der Lubiner Stadtmauer als Glockenturm, wobei man von der Sakristei über einen kleinen Verbindungsgang in den Turm gelangen kann.